# Estesargues
Estesargues (en francès Estézargues) és un municipi francès situat al departament del Gard i a la regió d'Occitània.